# Via Emília

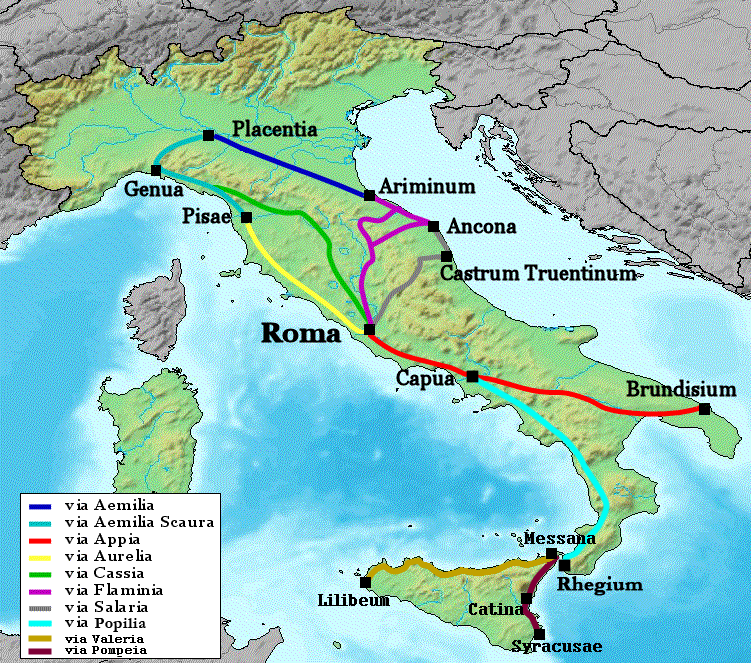
Traçat de la Via Emília en blau fosc

Via Emília (en llatí Via Aemilia) va ser un camí empedrat romà, un dels principals de l'imperi, i la primera que es va construir al nord d'Itàlia.
Segons Titus Livi, la inicià el cònsol Marc Emili Lèpid l'any 187 aC després de sotmetre els lígurs, i anava de Placentia a Ariminium, on s'unia amb la via Flamínia. Estrabó en dona una versió diferent, i diu que es va construir per anar d'Ariminium a Bononia, i des d'allí, esquivant uns aiguamolls i passant al peu dels Alps, fins a Aquileia. Sembla que aquest ramal del qual parla Estrabó es va construir molt després de la via principal que descriu Titus Livi.
Era un traçat gairebé en línia recta que recorria unes 180 milles romanes i portà la cultura i la llengua de Roma a la Gàl·lia Cispadana i a tota la Gàl·lia Cisalpina, amb tanta influència que va donar nom a la regió d'Emília (avui Emília-Romanya). Totes les ciutats importants de la regió, menys Ravenna, eren a la vora d'aquesta via.
Més tard es continuà de Placentia a Mediolanum, quan es va conquerir la Gàl·lia Transpadana i encara després fins a Augusta Pretòria, a la Vall d'Aosta.
Les estacions al llarg de la via s'esmenten en l'Itinerari d'Antoní. Sortint d'Ariminium (Rímini) eren:
- Caesena (Cesena)
- Faventia (Faenza)
- Forum Cornelii (Imola)
- Bononia (Bolonya)
- Mutina (Mòdena)
- Regium (Reggio)
- Parma (Parma)
- Fidentiola (Borgo San Donnino)
- Placentia (Piacenza)

En l'itinerari de Jerusalem i en la Taula de Peutinger les estacions esmentades són: 
- Caesena (Cesena)
- Forum Populii (Forlimpopoli)
- Forum Livii (Forlì)
- Faventia (Faenza)
- Forum Cornelii (Imola)
- Claterna (Quaderna)
- Bononia (Bolonya)
- Forum Gallorum
- Mutina (Mòdena)
- Regium (Reggio)
- Tannetum (Taneto)
- Parma (Parma)
- Fidentia (Borgo S. Donino)
- Florentia (Firenzuola)
- Placentia (Piacenza)

De Placentia a Mediolanum s'esmenten només quatre estacions (la resta n'eren parades per canviar cavalls, o llogarets): 
- Tres Tabernae
- Laus (Lodi Vecchio)
- Ad Nonum
- Mediolanum (Milà)

De Mediolanum a Augusta Praetoria, al peu dels Alps, l'Itinerari d'Antoní esmenta: 
- Novària (Novara)
- Vercellae (Vercelli)
- Eporedia (Ivrea)
- Vitricium (Verrez)
- Augusta Praetoria (Aosta)

Una branca anava de Milà a Vercelli (on s'unia a la branca anterior) passant per: 
- Ticinum (Pavia)
- Laumellum (Lomello)
- Vercellae (Vercelli)

Una altra branca anava de Mediolanum (Milà) a Aquileia, i els itineraris donen les següents estacions (altres de menors o llocs de canvis de cavalls no s'hi esmenten):
- Argentia
- Pons Aureoli (Pontirolo)
- Bergamum (Bèrgam)
- Brixia (Brèscia)
- Sirmio (Sermione)
- Verona (Verona)
- Vicentia (Vicenza)
- Patavium (Pàdua)
- Altinum (Altino)
- Concordia (Concòrdia)
- Aquileia (Aquileia)

Una altra branca anava de Bononia a Aquileia, que Estrabó menciona expressament com a continuació de la via Emília. Els Itineraris només parlen d'una branca que sortia de Mutina i no de Bononia, i arribava a Patavium, passant per: 
- Vicus Serninus (?)
- Vicus Varianus (Bariano, al nord del Po)
- Anneianum (Legnago?)
- Ateste (Este)
- Patavium (Pàdua)

De Patavium seguia fins a Aquileia; una altra branca anava de Mutina a Colocaria, d'allí a Hostilia (Ostiglia) i d'allí a Verona.
Una altra branca anava de Placentia a Dertona (passant per Comillomagus i Iria, avui Voghera), on enllaçava amb la branca construïda per Emili Scaur a través dels Apenins fins a Vada Sabata.
I una darrera branca portava de Placentia a Ticinum (Pavia), després allargada fins a Augusta Taurinorum (Torí). A Ticinum s'unia a una altra branca que anava fins a Milà.
Les estacions esmentades en els Itineraris de Jerusalem són: 
- Ticinum (Pavia)
- Durii (Dorno)
- Laumellum (Lomello)
- Ad Cottias (Cozzo)
- Ad Medias
- Rigomagus (Trino Vecchio)
- Ceste (?)
- Quadratae (prop de Londaglio)
- Ad Decimum
- Taurini (Torí)
- Ad Fines (Avigliano)
- Ad Duodecimum
- Segusio (Susa).[1]